# Frontenay-Rohan-Rohan
Frontenay-Rohan-Rohan ist eine französische Gemeinde mit 2.968 Einwohnern (Stand: 1. Januar 2022) im Département Deux-Sèvres in der Region Nouvelle-Aquitaine. Sie gehört zum Arrondissement Niort und zum Kanton Frontenay-Rohan-Rohan, dessen Hauptort sie ist.

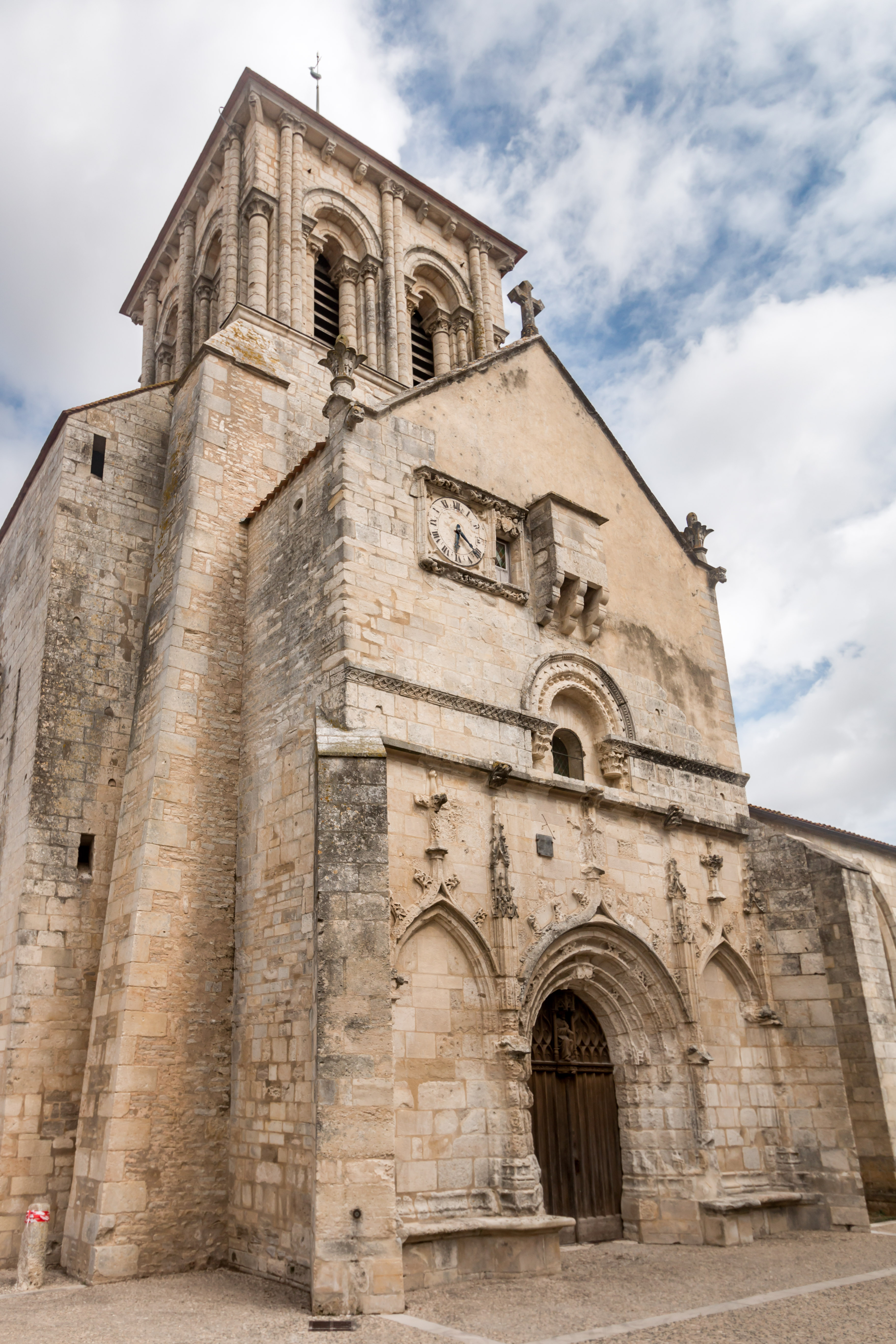
Église Saint-Pierre

## Geographie
Frontenay-Rohan-Rohan liegt in der Landschaft Saintonge. Im Norden der Gemeinde verläuft der Fluss Guirande, in die hier der kleine Bach Bief Chabot mündet. Das Gemeindegebiet gehört zum Regionalen Naturpark Marais Poitevin. Umgeben wird Frontenay-Rohan-Rohan von den Nachbargemeinden Bessines im Norden und Nordosten, Saint-Symphorien im Osten, Granzay-Gript im Südosten, Vallans im Süden, Épannes im Südwesten, Amuré im Westen sowie Sansais im Westen und Nordwesten.
Durch die Gemeinde führt die Route nationale 248 sowie die frühere Route nationale 11 (heutige D611), beide bilden in ihrem Verlauf die E 601.

## Geschichte
Die Karte der Abtei von Saint-Cyprien in Poitiers von 936 zeigt hier einen Ort des Frontaniacus, auf den der Ortsname zurückgeht. Der Zusatz geht auf den französischen Marschall Pierre I. de Rohan zurück, der seine Cousine Anne de Rohan 1517 ehelichte und die Linie Rohan-Rohan begründete. Das Wappen der Gemeinde entspricht fast vollständig dem Familienwappen des Pierre de Rohan. Zur Herrschaft der Familie Rohan gehörte auch die Baronie von Frontenay, die 1626 zum Herzogtum (allerdings zunächst ohne Adelsbrief) erhoben wurde.  Bis 1626 hieß die Baronie Frontenay-l’Abattu, dann ab 1714 mit dem Namen Herzogtum Rohan-Rohan (um einen Unterschied zum Herzogtum Rohan-Chabot zu bilden). Den heutigen Namen der Gemeinde mit dem Namenszusatz der Familienlinie wurde 1897 gebildet. Zuvor war der Ortsname Frontenay.
1242 versuchten hier die Engländer ohne Erfolg mit König Ludwig IX. von Frankreich einen Waffenstillstand auszuhandeln.

### Bevölkerungsentwicklung
| Jahr      | 1962 | 1968 | 1975 | 1982 | 1990 | 1999 | 2006 | 2011 |
| Einwohner | 1746 | 1813 | 2097 | 2450 | 2571 | 2653 | 2920 | 2951 |

## Sehenswürdigkeiten
- Kirche Saint-Pierre, gotische Kirche mit romanischem Glockenturm aus dem 12. Jahrhundert (dieser ist seit 1903 Monument historique), in der Kirche ist der Heilige der römisch-katholischen Kirche André-Hubert Fournet bestattet
- Zahlreiche Brunnen (u. a. Fontaine de la Mariée sowie der Kreis der Brunnen mit der Grand Fontaine)

## Persönlichkeiten
- Benjamin de Rohan (1583–1642), Hugenottenführer
- Charles de Rohan, prince de Soubise (1715–1787), Marschall von Frankreich